# Spoorlijn Hjørring - Hørby
De spoorlijn Hjørring - Hørby was een lokale spoorlijn tussen Hjørring en Hørby in het noorden van het schiereiland Jutland in Denemarken.

## Geschiedenis
De lijn werd op 7 november 1913 geopend door de Hjørring-Hørby Jernbane (HH). In Hjørring begon de lijn in Hjørring Vest, ongeveer 500 meter ten westen van het DSB station Hjørring. In 1939 fuseerden een viertal lokale spoorwegmaatschappijen rond Hjørring in Hjørring Privatbaner. In 1942 werd het eindstation in Hjørring verplaatst van het oude Vestbanegård naar het DSB station.
Bij de stillegging van veel onrendabele lokale spoorlijnen halverwege de 20e eeuw werd ook de lijn van Hjørring naar Hørby gesloten.

## Huidige toestand
Thans is de volledige lijn opgebroken.